# 시오하마 료
시오하마 료(일본어: 塩浜 遼, 2000년 5월 7일~)는 일본의 축구 선수이다.

## 구단 경력
그는 2023년 J3리그의 후쿠시마 유나이티드 FC에 입단했다. 2024년엔 리그 37경게 출전하여 16득점을 기록했다. 2025년 J2리그의 로아소 구마모토로 이적했다.